# Chọi chó

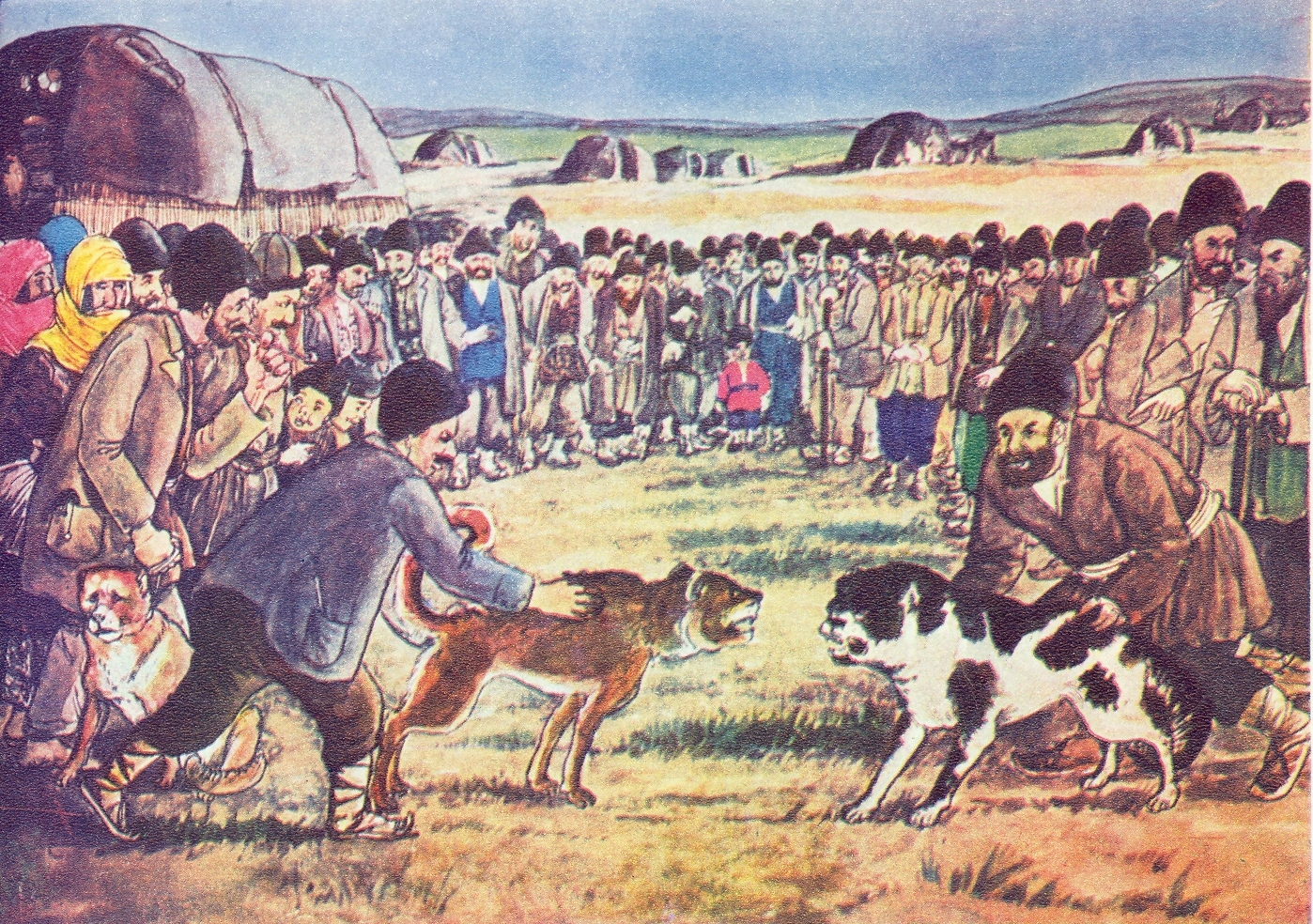
Một trận chọi chó

Chọi chó hay đấu chó là một loại hình thể thao tàn bạo khi mà người ta cho hai con chó (gọi là chó chọi hay đấu khuyển) cắn xé với nhau trong một không gian nhất định (trước đây ở Anh người ta cho xuống một cái hố) nhằm mục đích giải trí đem lại sự hài lòng cho khán giả, thậm chí còn có yếu tố cá độ điều này dẫn đến thực tế chọi chó cũng giống như chọi gà. Là những hình thức giải trí phản ánh tính hiếu võ và chiến tranh của con người.
Chó là loài hung dữ và hiếu chiến. Vì vậy,những trận đấu chó thường diễn ra rất khốc liệt, để phục vụ cho thú vui của đám đông,người điều khiển trận đấu chó cũng thường không có hành động nào để ngăn chặn những con vật khỏi chết hoặc bị thương. Vì lý do này,đấu chó bị nhiều người lên án là dã man và phi nhân tính.
Câu hỏi đặt ra là làm thế nào để bảo tồn một nét đặc trưng văn hóa mà không biến nó trở thành một tệ nạn,đồng thời bảo vệ những chú chó chiến khỏi bị thương và ngược đãi.

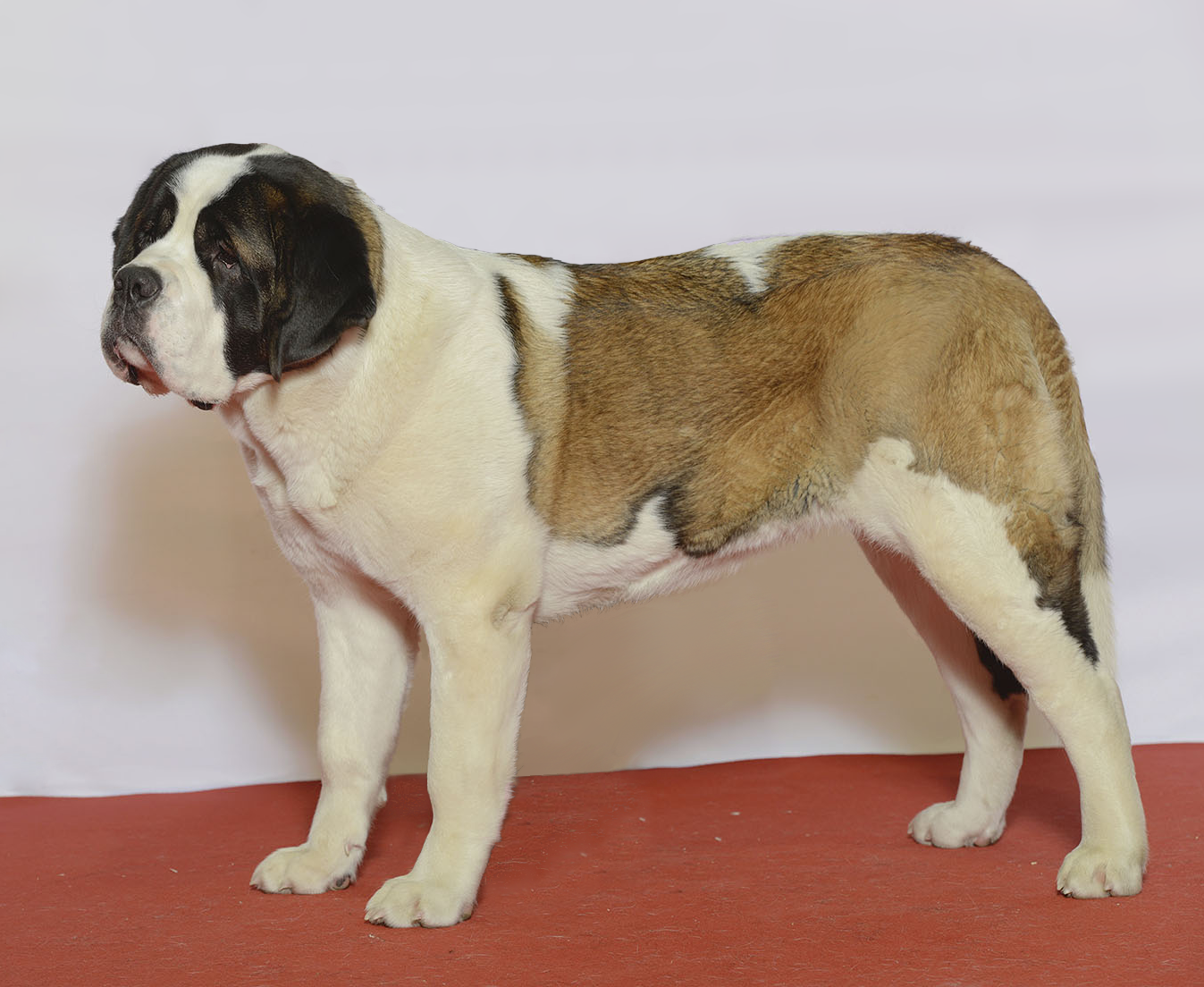
Chó St. Bernard

## Tổng quan

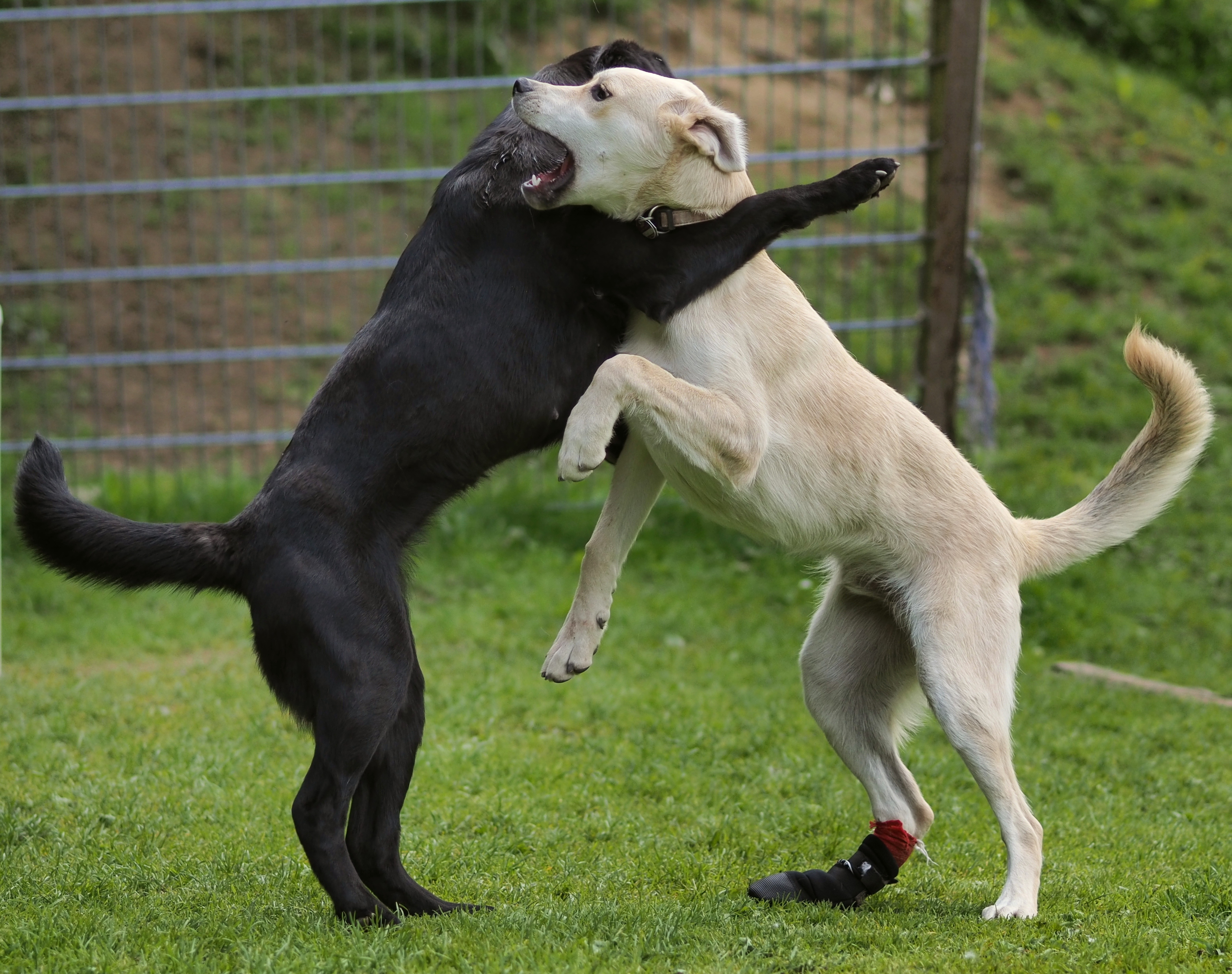
Hai con chó đang trong động tác đánh nhau

Chọi chó thường kéo dài cho đến khi một con chó được tuyên bố là kẻ chiến thắng, điều xảy ra khi một con chó không còn kháng cự, một con chó bị giết chết, hoặc một con chó nhảy ra khỏi hố hoặc tuông chạy trốn. Ở Anh, Mỹ nếu con chó thua trận không bị giết chết trong cuộc chiến, thường bị giết bởi chủ sở hữu thông qua một khẩu súng, đánh đập, hoặc bị tra tấn. Kết quả dù thua hay thắng, cả hai chú chú đều mang đầy thương tích, con nhẹ thì gãy răng, đứt môi, tai, nặng thì có thể mất mạng.
Chủ mua về sẽ nuôi và huấn luyện chó bằng nhiều bài cho đến khi vật nuôi đạt độ trưởng thành và hung dữ, đủ để xung trận. Những cảnh tượng chọi chó tàn bạo khiến nhiều người xem khiếp đảm, phẫn nộ. Người tham gia cá độ thì hồ hởi chia tiền sau mỗi trận thắng, bên cạnh vật nuôi đang bị vết thương hành hạ đau đớn. Để huấn luyện được một con chó chọi tốt, người chủ nuôi phải kích động thái độ hung dữ của vật nuôi bằng số động vật nhỏ như mèo... để nó làm quen và trở lên ngày càng dữ tợn. Hơn nữa, sau khi chó đã trải qua các cuộc chọi, bản thân con chó đấy sẽ trở nên hung dữ rất nguy hiểm cho xã hội. Đã có rất nhiều trường hợp ở nước ngoài, chó tham gia chọi chó bất ngờ tấn công trẻ em hoặc cả người lớn.
Ngày nay pháp luật nhiều nước nghiêm cấm trò này nhưng chúng vẫn được diễn ra lén lút thậm chí công khai. Bang California thuộc Mỹ có quy định rằng nếu như mà người nào thực hiện một trong số các hành vi sau đây sẽ bị phạt 16 tháng tù, hoặc từ 2-3 năm tù, hoặc bị phạt không quá năm mươi nghìn đô la (50.000 USD), hoặc áp dụng cả hai hình thức phạt tiền và tù giam nếu: Một là, sở hữu, giữ hoặc huấn luyện chó với mục đích sẽ sử dụng chúng để cho đánh nhau với một con chó khác. Hai là sử dụng chó làm trò giải trí, hoặc vì mục đích tư lợi mà khiến bất kỳ một con chó nào phải đánh nhau với một con chó khác hoặc khiến một con chó gây tổn thương cho một con chó khác. Và ba là, cho phép hoạt động (1) hoặc (2) xảy ra ở địa bàn quản lý của mình hoặc hỗ trợ hay tiếp tay cho hoạt động đó.

## Trên thế giới

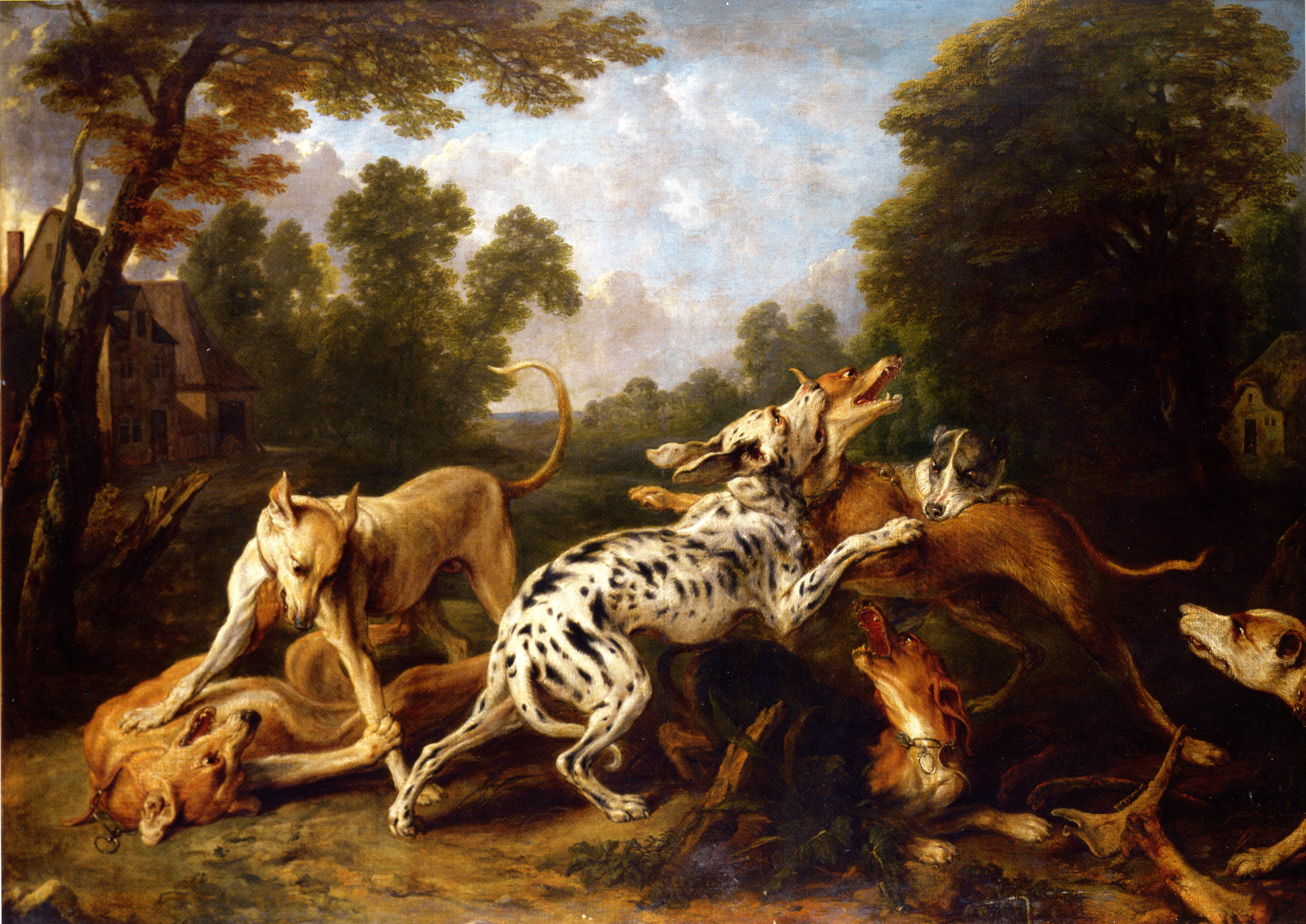
Họa phẩm về cảnh chọi chó

Ở Anh trước đây ở nông thôn, chọi chó thường được tổ chức tại nhà kho hoặc hố ngoài trời, ở các khu vực đô thị, trò chọi chó có thể xảy ra trong nhà để xe, tầng hầm, nhà kho, các tòa nhà bị bỏ hoang, những con hẻm, sân chơi khu phố, hoặc trên đường phố.
Ở Trung Quốc, trước khi trận đấu bắt đầu, những chú chó sẽ được cân và tắm rửa. Để chó chiến đấu hung dữ, mạnh mẽ hơn, nhiều người thậm chí còn tiêm thuốc kích thích cho chó trước khi tham gia. Kết thúc những màn chọi chó này thường là cảnh con nhẹ thì rách da, gãy răng, nặng thì có thể mất mạng. Những trận chọi chó thu hút sự chú ý lớn của người dân. Nhiều người hò reo, cổ vũ theo nhịp độ liên tiếp, gay cấn của trận đấu. Không chỉ có người lớn mà rất nhiều trẻ nhỏ cũng hào hứng chứng kiến. Bên cạnh việc chứng kiến, nhiều người còn tận dụng cơ hội này để cá cược với số tiền lớn.
Ở Việt Nam, Thông thường giống chó được chọn là chó chiến binh Pit bull, một trận chọi chó thường kéo dài nhiều hiệp, mỗi hiệp khoảng 10 phút, chọi đến khi nào có một con thua do chấn thương hoặc chết mới dừng lại. Những chú chó lao vào cắn xé nhau đến bị thương hoặc chết nhằm phục vụ cho nhu cầu cờ bạc, cá độ của con người. Những trận chiến tàn bạo kiểu này đã và đang diễn ra ngấm ngầm hoặc công khai trong một thời gian khá dài ở nơi này hoặc nơi khác, chủ yếu là các thành phố lớn.